# Cuscuta australis
Cuscuta australis là một loài thực vật có hoa trong họ Bìm bìm. Loài này được R. Br. mô tả khoa học đầu tiên năm 1810.

## Hình ảnh

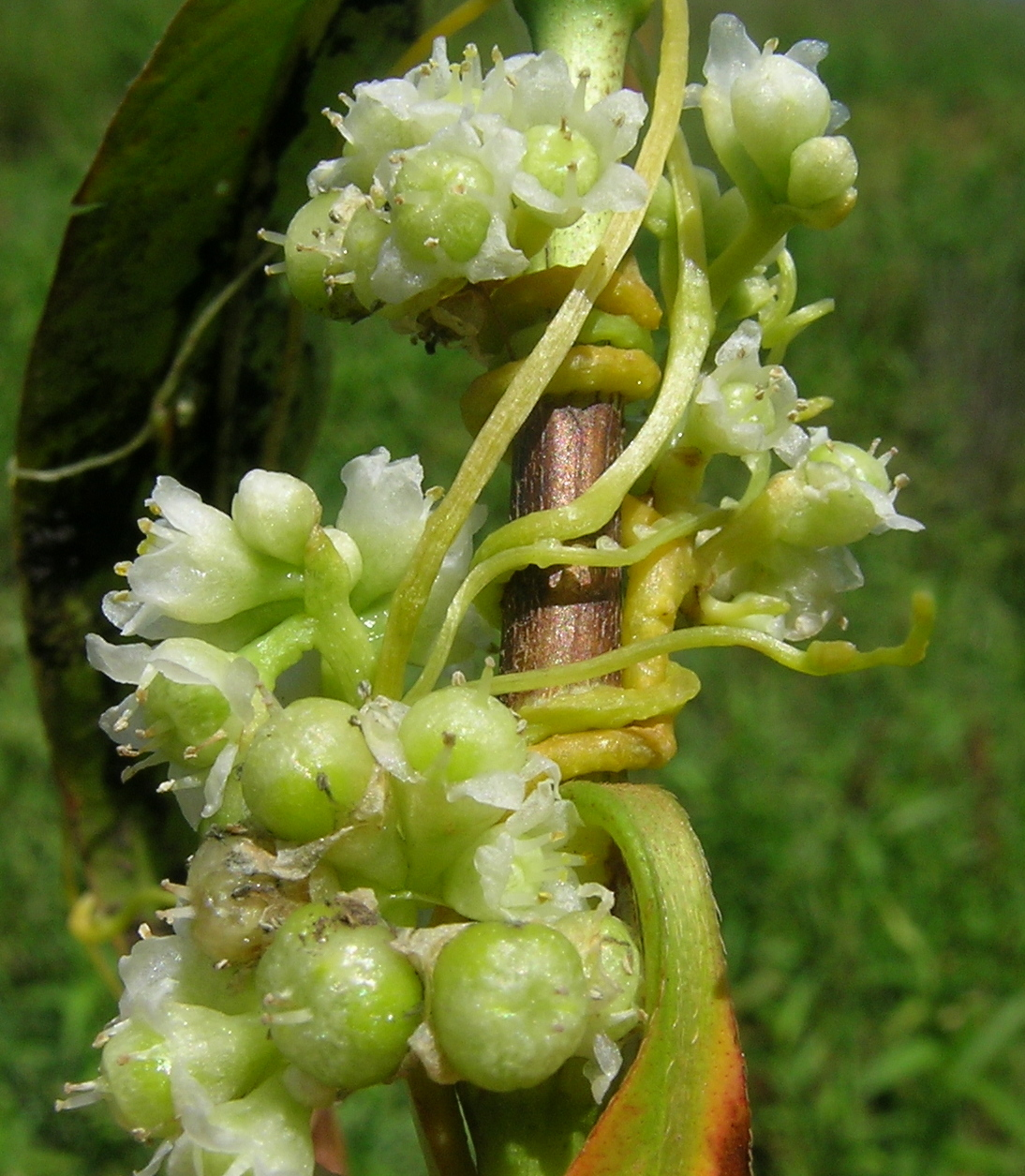